# ألكسندر ليبيد
ألكسندر إيفانوفيتش ليبيد (الروسية: Александр Иванович Лебедь)، (20 أبريل 1950 - 28 أبريل 2002) سياسي وقائد عسكري روسي سابق حصل على المرتبة الثالثة في الانتخابات الرئاسية الروسية لعام 1996، وبنسبة 14.5 % من جملة الأصوات. شغل بعد ذلك منصب مستشار الأمن القومي في روسيا عام 1996، ثم منصب حاكم كراسنويارسك كراي ثاني أكبر مناطق روسيا ولمدة أربع سنوات حتى وفاته في حادث تحطم مروحية من طراز MI-8.

## روابط خارجية
- ألكسندر ليبيد على موقع مونزينجر (الألمانية)